# NGC 54
NGC 54 je galaksija u zviježđu Kit.

## Vanjske poveznice
- SEDS: NGC 0054